# Rougemont Castle
Rougemont Castle, også kendt Exeter Castle, er ruinen af en middelalderborg, der ligger i byen Exeter, Devon, England. Den blev opført i det nordlige hjørne inden for de romerske bymure i eller kort efter 1068, som følge af Exeters oprør mod Vilhelm Erobreren. I 1136 blev den belejret i tre måender af kong Stefan. Der blev tilføjet en ydre bailey i 1100-tallet, hvoraf kun få dele er bevaret.
Borgen nævnes i William Shakespeares skuespil Richard den Tredje i en reference til at kongen besøgte Exeter i 1483. Devons county-domstol lå her fra i hvert fald 1607, og der blev henrettet tre hekse her ved Exeter Assizes i 1682.
Alle bygningerne inden for muene blev fjernet i 1770'erne for at gøre plads til et ny domhus, der blev udvidet med ekstra længer i 1895 og 1905. Da det blev brugt til domstol var interiøret ikke åbent for offentlig før domstolen flyttede i 2004. Hele området blev senere solgt til en ejendomsudvikler, hvis mål var at omdanne det til det sydvestlige Englands Covent Garden.
Borgen har navn efter den røde sten, der findes i bakken den står på og som blev brugt til opførslen af de oprindelige bygninger. Den største tilbagevæernde del af dette, er et tidligt normannisk porttårn. Det er omgivet på tre sider af Rougemont Gardens og Northernhay Gardens, som er offentlige parker som drives af Exeter City Council.